# Езана
Езана (* ዒዛና, д/н — 356) — цар Аксуму, Саби, Хим'яру, Зу Райдана в 333—356 роках. Ефіопська православна церква вважає його разом з його братом Сезане святими, їх день святкується 1 жовтня.

## Життєпис
Син царя Усани та Софії. Близько 325 року оголошенено співцарем батька. Успадкував трон 333 року. деякий час регентом була його мати. Виховувався християнином з Єгипету Фрументієм. Спочатку був поганином, але між 341 та 346 роками хрестився.
Езана призначив Фрументія очільником Аксумітської церкви. Зберігся лист римського імператора Констанція II адресований Езану і його братові Сезане, де римлянин вимагав відправити Фрументія до Олександрії для перевірки його доктринальних помилок. Езана відмовився задовольнити цю вимогу або проігнорував її.
Сприяв розвитку літератури мовою гєез, проводиться реформа писемності — встановлюється позначення голосних. З ім'ям Езани зв'язується зведення в Аксуме першого храму Святої Марії Сіонської.
Проводилась успішна зовнішня політика, внаслідок чого вдалося розширити владу на узбережжі Південної Аравії і знову підпорядкувати царства Геез і Мерое, а також племена беджа. Два написи мовою гєез були знайдені в Мерое, які вважаються доказом проведення військової кампанії в IV столітті. Одні дослідники тлумачать ці написи як доказ знищення аксумітами царства Куш, інші відзначають, що археологічні свідчення вказують на економічний і політичний занепад в Мерое близько 300 року. Втім можливо походи Езани свідчать про придушення потужного повстання кушитів. Саме на честь перемоги над ворогом в місці злиття річок Нілу і Атбари звів стелу. 
Зберігав під владою Сабею на Аравійському півострові. Ймовірно, царства Хим'яр і Зу Райдан визнали зверхність Аксуму. Посольства дозволили йому звільнити ув'язненого єпископа в Персії. 
На деяких його монетах викарбовано девіз грецькою мовою «TOYTOAPECHTHXWPA» («Нехай це догодить народу»). Низку викарбуваних монет з його ім'ям було виявлено наприкінці 1990-х років на археологічних розкопках в Індії, вказуючи на наявність торговельних зв'язків з цією країною. Характерною рисою монет є перехід від поганського мотиву з сонцем і місяцем до малюнка із зображенням хреста. Також Езані приписується зведення споруд та обелісків.
Помер близько 356 року. Царство успадкував його син Мехадей.